# Klasifikacija plemena američkih Indijanaca: Aconipa-Caraja
Privremena klasifikacija američkih Indijanaca i njihovih jezika 
Klasifikacija plemena američkih Indijanaca: Aconipa-Caraja
Klasifikacija plemena američkih Indijanaca: Carib-Lutuami
Klasifikacija plemena američkih Indijanaca: Machacali-Salinan
Klasifikacija plemena američkih Indijanaca: Salish-Zuñi
Plemena i jezici navedeni su pod njihovim jezičnim porodicama kako su ih klasificirali lingvisti od vremena Chamberlaina i Powella pa do danas. Ova klasifikacija nije konačna i podložna je izmjenama. U gotovo svim slučajevima jezik nosi ime plemena koji njime govori, i navedene su sve poznate najuže etnolingvističke skupine, koje se vode kao sastavni dijelovi širih jezičnih i Velikih jezičnih porodicama (family, stock i phylum). Masno otisnutim slovima navedene su jezične skupine ili porodice za koje je sigurno ( ili se to barem danas tako smatra) da su njihovi pravi članovi u užem smislu, a koje se inače dalje vode kao dijelovi nekih većih porodica, to su: Macro-Algonquian, Macro-Chibchan, Makro-siuski, Macro-Panoan, Macro-Tucanoan, Oto-Manguean, Penutian, i druge. Srodstvo članova Velikih porodica veoma je upitno, i općenito među takvim Velikim porodicama postoji golema razlika u jeziku, kulturi i samom tjelesnom izgledu domorodaca. Jezično se srodstvo dovodi često u vezu tek po nekim sitnim indicijama kojim ih se nastoji poštopoto svrstati u veće cjeline. Ovo se osobito odnosi na malena izolirana i neklasificirana plemena, od kojih su neke grupe i nestale, pa ih se ponekad jednostavno 'zaboravlja'  i spomenuti (grupa Aconipa, Gorgotoqui, etc). –Jezična srodnost ne mora obavezno značiti da je neka skupina etnički srodna drugoj, jer je znalo dolaziti do jezičnih asimilacija. Noviji primjer su Mawayana Indijanci iz brazilske države Para, koje je etnički i lingvistički pripadalo porodici Arawak Indijanaca. Kako ne bi potpuno nestali Mawayani su se pridružiti nešto jačem plemenu Wai-Wai, članovima roda Cariban, koji su također imali problema s natalitetom, i koji su od karipskih Wai-Waija preuzeli njihov karipski jezik. Mawayane koje poznaje Nicholas Guppy i za koje je znao da su Arawaki, danas lingvisti vode pod karipsku jezičnu porodicu, ali etnički Mawayani su pripadnici arawačke etničke porodice. Isto je i sa slučajem Carib Indijanaca koji se vode kao članovi jezične porodice Arawakan, a ostala Cariban plemena koja i dobiva ime po njima, pod porodicu Cariban.

## Aconipan
Ekvador, Peru.
- Aconipa (Tabancale)

## Adaizan
SAD (Louisiana). Izolirani.
- Adai

## Aguano
- Aguano, Peru

## Alacalufan
Chile. → Andean
- Adwipliin
- Alacaluf
- Cálenches
- Caucahue
- Chono (?)†, otočje Chonos.
- Enoo
- Huemul
- Keyes
- Lecheyel
- Pecheré
- Tayataf
- Yequinahue

## Algonquian
Kanada; SAD; Meksiko. Velika porodica Macro-Algonquian
- Abenaki, 
  - Wewenoc.
- Algonquin, 
  - Abitibi (Abitibiwinni), Atonontrataronon,  Barriere, Bonnechere, Dumoine, Kichesipirini, Kinounchepirini, Kipawa, Lac des Quinze, Maniwaki, Matouweskarini, Mitchitamou, Nibachis, Ononchataronon, Otaguottaouemin, Ouachegami, Outchatarounounga, Outimagami, Outurbi, Quenongebin, Sagaiguninini, Sagnitaouigama, Temagami, Timiskaming (Temiskaming, Timiscimi), Weskarini
- Arapaho, 
  - Nawathinehena (Náwunena, ), danas u Oklahomi
  - Atsina  (Gros Ventre, Aä'ninena, Hitúnena, Gros Ventres of the Prairie). Osamostalili su se.
- Atikamekw (Bikova Glava, Tęte-de-Boule)
- Atsina (Gros Ventre),
- Bear River,
- Blackfoot,
  - Kainah (Blood) Bande: Ahkaiksumiks, Ahkaipokaks, Ahkotashiks, Ahkwonistsists, Anepo, Apikaiyiks, Aputosikainah, Inuhksoyistamiks, Isisokasimiks, Istsikainah, Mameoya, Nitikskiks, Saksinahmahyiks, Siksahpuniks, Siksinokaks.
  - Piegan. Bande: Ahahpitape, Ahkaiyikokakiniks, Apikaiyiks, Esksinaitupiks, Inuksikahkopwaiks, Inuksiks, Ipoksimaiks, Kahmitaiks, Kiyis, Kutaiimiks, Kutaisotsiman, Miahwahpitsiks, Miawkinaiyiks, Mokumiks, Motahtosiks, Motwainaiks, Nitakoskitsipupiks, Nitawyiks, Nitikskiks, Nitotsiksisstaniks, Sikokitsimiks, Sikopoksimaiks, Sikutsipumaiks, Susksoyiks (Hayden, 1862), Tsiniksistsoyiks.
  - Siksika: Bande: Aisikstukiks, Apikaiyiks, Emitahpahksaiyiks, Motahtosiks, Puhksinahmahyiks, Saiyiks, Siksinokaks, Tsiniktsistsoyiks.
- Cheyenne,
- Chippewa (Ojibway) Bande i plemena: Amikwa, Anibiminanisibiwininiwak, Bagoache, Beaver Island Indijanci, Michipicoten, Midinakwadshiwininiwak, Misisagaikaniwininiwak, Miskwagamiwisagaigan, Missisauga, Mukmeduawininewug (Pillagers), Nameuilni, Nipissing, Ontonagon, Oschekkamegawenenewak (blizu Rainy Lake), Oschekkamegawenenewak (istočno od Mille Lacs.), Rabbit Lake Chippewa, Saulteaux, Shabwasing, Timagimi, Wapisiwisibiwininiwak, Winnebegoshishiwininewak, Zagaakwaandagowininiwag.
- Chowanoc,
- Conoy, plemena: Acquintanacsuak, Conoy (Piscataway), Mattapanient, Moyawance, Nacotchtank, Pamacocack, Patuxent, Potapaco, Secowocomoco,
- Cree : Maskegon.
- Croatan (Lumbee), Okrug Robeson, South Carolina
- Delaware, 
  - Munsee. Bande: Esopus: Catskill, Mamekoting, Waranawonkong, Wawarsink (Waoranecker, Warwarsing); Ostali: Cashiehtunk, Lackawaxen (2), Macharienkonick, Marechkawieck, Meochkonck, Mengakonia, Minisink, Mohickon, Outauninkin, Pakadasank, Papagonk, Peckwes, Schepinakonck, Shawangunk, Waoranec, Waywayanda, Wildwyck, Wysox.
  - Unalachtigo. Bande: Amimenipaty, Assomoche, Atayonek, Big Siconese, Chikohoki (Chihohock, Chilohoki), Cranbury, Hickory, Hopokohacking, Kahansuk, Kechemech, Little Siconese (Chiconesseck), Manta (Mantes), Memankitonna, Minguannan (Minguahanan, Minguarinari), Nantuxet, Naraticon (Naraticonck, Narraticong), Quenomysing (Quineomessinque), Roymount, Sewapoo (Sewapoi), Sickoneysinck (Siconese, Sikonessink), Tirans, Watcessit.
  - Unami. Bande: Ahaimus, Aquackanonk, Armeomeck, Assunpink, Axion (Atsayonck, Atsayongky), Brotherton, Calcefar, Coacquannok, Coaxen, Communipaw (Gamaoenapa), Cranbury, Crosswick (Crossweeksung), Edgepillock (Indian Mills), Eriwonec (Armewamese, Armewamex, Erinonec, Ermamex), Gweghkongh, Hackensack, Haverstraw (Haverstroo), Hespatingh, Keskaechquerem, Konekotay, Lehigh (Gachwechnagechga), Hockanetcunk, Macock, Matanakon (Matikonghy), Matovancon, Mechgachkamic, Meggeckessou, Meletecunk (Metacunk), Momakarongk, Mooharmowikarun, Mookwungwahoki, Mosilian (Mosinan), Muhhowekaken, Muhkarmhukse, Muhkrentharne, Navasink, Nittabonck (Nittabakonck), Neshamini, Neshannock, Nyack (2) (Nayack), Okehocking (Okahoki, Okanickon), Paatquacktung, Passayunk (Passajung), Pavonia, Pemickpacka, Playwicky, Pocopson (Poaetquissingh, Pocaupsing), Raritan (Sanhikan), Ramcock (Ancocus, Rancocas, Rankoke, Rarncock, Remahenonc, Remkoke), Sawkin, Schuykill, Shackamaxon, Soupnapka, Tappan, Waoranec, Weepink, Welagamika, Wickquakonick (Wicoa), Wichquaquenscke, Yacomanshaghking.
- Fox (Mesquakie),
- Hatteras,
- Illinois Plemena:
  - Cahokia,
  - Kaskaskia,
  - Michigamea,
  - Moingwena,
  - Peoria,
  - Tamaroa;
  -  Albivi, Coiracoentanon, Espeminkia, Tapouaro.
- Kickapoo,
- Machapunga,
- Mahican, Plemena saveza: 
  - Mahican
  - Mechkentowoon,
  - Wawyachtonoc,
  - Westenhuck (Stockbridge, Housatonic?),
  - Wiekagjoc.
- Maliseet,
- Mascouten,
- Massachuset,
- Menominee,
- Metoac, Plemena saveza: 
  - Canarsee,
  - Corchaug  (Cochaug),
  - Manhasset,
  - Massapequa (Marsapequa, Maspeth),
  - Matinecock (Matinecoc),
  - Merric (Meroke, Merikoke, Meracock),
  - Montauk (Meanticut),
  - Nesaquake  (Missaquogue),
  - Patchogue (Onechechaug, Patchoag),
  - Rockaway (Rechaweygh, Rechquaakie). Bande (Ewan Pritchard): Rechquaakee, (Sandy Land), Wandowenock (They Dig Pits), Mespaeches, Yameco (Place of the Beaver), Equendito (Cleared of Trees).
  - Secatogue ( Secatoag)
  - Setauket (Seatalcat),
  - Shinnecock.
  - Unkechaug (Unchachaug, Unquaches, Unquachog, Unquachock, Unchechauge);
  - .Keskaechquerem (?).
- Miami Indijanci, Bande i ogranci: Atchatchakangouen (Miami), Kilatika, Mengkonkia, Pepikokia, Piankashaw, Wea.
- Micmac Indijanci,
- Mohegan,
- Montagnais Lokalne skupine: Chomonchouaniste, Chekoutimien, Kakouchak, Nekoubaniste, Oumatachinrini, Oupapinachiouek (?), Tadoussacien.
- Moratok,
- Nanticoke, Plemena saveza: 
  - Annamessicks,
  - Arseek
  - Choptank (Bande: Ababco, Hutsawap, Tequassimo),
  - Cuscarawaoc,
  - Manokin,
  - Nanticoke,
  - Nause,
  - Ozinies,
  - Sarapinagh
  - Tocwogh,
  - Wicocomoco,
  - Wicomese.
- Narragansett, Plemena konfederacije:
  - Shawomet (Shanomet)..
- Naskapi Bande i ogranci: , Attikiriniouetch, Betsiamites, Chisedec, Mouchaouaouastiirinioek, Oukesestigouek, Oumamiwek, Ouneskapi, Outabitibec, Outakouamiouek;
- Nauset,
- Niantic,
- Nipmuc, Plemena saveza (Ewan Pritchard): Nipmuk ("People of the Freshwater Fishing Place"), Wachusett, Quabaugs (iz Mass.), Nashuas (iz Penn.), Quinebaugs (od Pequot), Wabaquassets, Hassanamissits ("Sandbar"), Wunnashowatuckoogs ("Where the River Splits"), Wusquowhannanawkits ("Pigeon Country") i Awashacom.
- Noquet,
- Ottawa,
- Pamlico,
- Passamaquoddy,
- Pennacook Plemena saveza: 
  - Accominta,
  - Agawam,
  - Amoskeag,
  - Coosuc,
  - Nashua,
  - Naumkeag,
  - Newichawanoc,
  - Pennacook,
  - Pentucket,
  - Piscataqua,
  - Souhegan,
  - Squamscot,
  - Wachuset,
  - Wamesit,
  - Weshacum,
  - Winnecowet,
  - Winnipesaukee.
- Penobscot, Indian Island, Maine.
- Pequot,
- Pocomtuc, Plemena saveza:
  - Agawam,
  - Mayawaug,
  - Nameroke,
  - Nonotuc,
  - Pachasock
  - Pocomtuc,
  - Scitico,
  - Squawkeag
  - Woronoco.
- Potawatomi,
- Powhatan, Plemena saveza: 
  - Accohanock,
  - Accomac,
  - Appomattoc,
  - Arrohattoc,
  - Chesapeake,
  - Chickahominy,
  - Chiskiac,
  - Cuttatawomen,
  - Kecoughtan,
  - Mattapony,
  - Moraughtacund,
  - Mummapacune,
  - Nansemond,
  - Nantaughtacund,
  - Onawmanient,
  - Pamunkey,
  - Paspahegh,
  - Pataunck,
  - Piankatank,
  - Pissasec,
  - Potomac,
  - Powhatan,
  - Rappahannock,
  - Secacawoni,
  - Tauxenent,
  - Warrasqueoc,
  - Weanoc,
  - Werowocomoco,
  - Wicocomoco,
  - Youghtanund.
- Roanoke,
- Sac,
- Saconnet,
- Saluda,
- Secotan:
  - Aquascogoc
  - Dasemunkepeuc (Dasamonquepeuc)
  - Pomeiock
  - Roanoke
  - Tramaskecooc
- Shawnee, Lokalne skupine: Chillicothe, Hathawekela, Kispokotha, Mequachake, Piqua.
- Sutaio, apsorbirani od Cheyenna.
- Wampanoag. Plemena saveza: 
  - Wauchimoqut.
- Wappinger:  
  - Kitchawong,
  - Manhattan,
  - Mattabesec, 
    - Hammonasset,
    - Massaco,
    - Menunkatuck,
    - Paugussett,
    - Podunk,
    - Poquonock,
    - Quinnipiac,
      - Totoket

    - Sicaog,
    - Tunxis,
    - Wangunk,

  - Nochpeem,
  - Sint Sink,
  - Siwanoy, Bande: Conangungh, Shippa, Wanaqua, Siwanoy, Snakapins ("Between River and Water"), Mishow, Asumsowis.
  - Tankiteke,
  - Wappinger,
  - Weckquaesgeek
- Weapemeoc.† Lokalne skupine: Pasquotank, Perquiman, Poteskeet, Yeopim (Jaupim, Weapemeoc).

## Amuzgoan
Meksiko →Velika porodica Oto-Manguean.
- Amuzgo

## Andoquean
Kolumbija. →phylum Ge-Pano-Carib, →Velika porodica Macro-Cariban.
- Andoke:
  - Andoke del Norte,
  - Andoke del Sur
    - Araracuara.

## Apolistan
Bolivija. → Equatorial, → Macro-Arawakan
- Apolista, La Paz

## Arauan
Brazil. → Equatorial, → Macro-Arawakan
- Arawá (Aráua), Amazonas.
- Banawa-Yafi
- Deni,
- Kulina Madija, (Culina, Kulina, Korina), Amazonas, Acre
  - Madiha (Madija),  Po nekima isto što i Kulina. Greenberg i McQuown nabrajaju obje grupe na istoj listi.
- Kuria (Curia ),  Amazonas, Acre
- Pama, Amazonas.
- Pamana, Amazonas.
- Paumari (Palmari), Amazonas
- Purupurú, možda isto što i Paumari. Greenberg i McQuown obje grupe navode zasebno.
- Sewaku (Seuacu), Amazonas.
- Sipó (Cipó ),Amazonas.
- Yamamadi (Jamamadi, Iamamadi), Amazonas.
- Yuberí (Juberí), Amazonas.
- Zuruahã.
- Zuwihi-madiha

## Araucanian
Čile, Argentina. → Phylum Andean-Equatorial, → Velika porodica Andean
- Chilote (hrv. Čiloti; Hrv. Enc. 1941),Čile.
- Cunco, Čile
- Diviche, Argentina
- Huilliche, Čile
- Leuvuche, Argentina
- Manzanero, Argentina
- Mapuche, Čile
- Moluche, Argentina
- Pehuenche (Chile, Argentina)
- Picunche, Čile
- Ranquelche, Argentina
- Serrano
- Taluche, Argentina.

## Arawakan
Brazil; Venezuela; Kolumbija; Bolivija. → Equatorial, → Macro-Arawakan
- Achagua, Venezuela, Kolumbija,
- Agavotokueng,
- Amarizana, Kolumbija.
- Antaniri, Peru
- Arawak, Venezuela, Bolívar,Delta Amacuro ; Gvajana; Surinam; Francuska Gvajana; Brazil, Amazonas, Pará.
- Arekêna, (Arequena, Warekena, Uarequena), Brazil, Amazonas, Roraima;  Venezuela, Amazonas; Kolumbija ?,
- Arua, Brazil, Para.
- Aruaqui (Arauakí), Brazil, Amazonas
- Atorai, Gvajana, Brazil, Para ?,
- Axaguas, Venezuela
- Bainoa. Haiti
- Baníwa do Içana, Brazil; Venezuela, Amazonas.
  - Adzaneni (Adyánene, Adzáneni), Kolumbija; Brazil, Amazonas
  - Akutí-tapúya (Acuti-tapuia, Acutí-tapuya), Brazil, Amazonas.
  - Baniwa (Baniva, Vaniva, Walimanai)
    - Avani, Venezuela, Kolumbija,
    - Quirruba, Kolumbija

  - Buia-tapuya, Brazil, Amazonas
  - Catapolitani (Kataporítana, Kadaupuritana, Katapolítani). Brazil, u Hohodene
  - Kuatí-tapúya, (Cuati, Quati-tapuia, Coati-Tapuia, Kapité-Mnanei), Amazonas, Brazil; Kolumbija ?,
  - Huhúteni (Hohodene), Brazil, Amazonas.
  - Ipeka-Tapuia, Ipeca, Pato-Tapúya, Kumadá-Mnanei, Ipéka-tapuya, Kumandene, Pato-tapuya, Brazil, Amazonas; Kolumbija ?, 
  - Walipéri-dákenei
- Barauna (Barawâna), Brazil, Roraima
- Cahibo
- Caizcimu
- Camatica, Peru
- Campa (Kampa), Peru
  - Cogapacori () Peru
- Canamari, Brazil
- Caouri, Kolumbija.
- Caquetio, Bonaire, Curaçao, Aruba, Venezuela,
- Karahiarü, Cariaia, Caríai, Carahiahy, Cariaya), Brazil, Amazonas.
- Karútana, (Carutana Akaiáka), Amazonas, Brazil
  - Yurupari-tapúya, Jurupari, Jurupari-Tapuya, Ijãine, Iyemi), Brazil, Amazonas
- Katianá, Catiana  Acre, Brazil
- Catongo, Peru
- Catuquina (Katukina), Brazil
- Cauichana (Kauixana, Kayuisana), Brazil
- Cauyari, Kolumbija
- Chamicura (Chamicuro)
- Chane, Bolivija
- Chapan, Kolumbija.
- Chicheren, Peru
- Chimila, Kolumbija.
- Chucuna, Kolumbija.
- Ciguayo, Dominikanska Republika.
- Cosina, Venezuela
- Cozarini (Kozarini), Brazil, Mato Grosso
- Cujareño
- Curripaco (Koripaka, Kuripaka, Coripaca,). Amazonas, Venezuela; Kolumbija; Brazil
- Custenau (Kustenau), Mato Grosso, Brazil
- Cutinana, Brazil
- Echoaladi Paragvaj,
- Enawenê Nawê Salumã
- Eperigua, Kolumbija.
- Guanacahibe
- Guaicari, Venezuela
- Guajiro, (Wayuu, Goajiro) Kolumbija; Delta Amacuro, Zulia, Venezuela,
- Guana, Brazil, Paragvaj,
- Guanebucan, Kolumbija.
- Guaniare, Venezuela
- Guayupe, Kolumbija.
- Guinao, Venezuela
- Harakmbet:
  - Amarakaeri: Kareneri, Kochimberi, Küpondirideri, Wakitaneri, Wintaperi.
  - Arasairi
  - Huachipaeri (Mashco), Peru
  - Kisambaeri,
  - Sapiteri
  - Sirineri, Peru
  - Tuyuneri: Manuquiari (ili podgrupa Huachipaera), Pukirieri (ili podgrupa Arasaira).
- Igneri (Eyeri) (Trinidad, Tobago),
- Inapari, Brazil
- Ipurina (Apurinã, Hypuriná), Brazil, Amazonas.
- Iranxe, (Iranche, Irantxe). Brazil, Mato Grosso.
- Itayaine, Brazil
- Izocenyo, Paraguay,
- Kaxarari, (Cacharari, Caxarari, Caxarrary, Cacharari, Kasarari), Amazonas, Rondônia,  Brazil
- Kirineri
- Kujijener, Cujisenajeri, Kujigeneri, Kujijenéri), Brazil, Acre.
- Kuniba, (Cuniba, Kunibo), Brazil, Amazonas.
- Layana (Laiana), Paragvaj; Brazil, Mato Grosso do Sul.
- Lucayo (Yucayo, Lucayans), Bahami,
- Machiguenga, Peru, u parku Manu.
- Macorix
- Maguana
- Maiopitian (Maopitian, Mapidian, Maopityan), Brazil, Para.
- Maipuri, Venezuela
- Mandawaka, Mandauaca Brazil, Amazonas, Roraima
- Manao (Manau), Brazil, Amazonas.
- Maniabon
- Manitenéri (Maneteneri), Brazil, Acre
- Maraón, Francuska Gvajana, Brazil, Amapa ?,
- Marawá (Marauá), Brazil, Amazonas.
- Mariaté, Brazil, Amazonas.
- Marien Antili
- Marimã
- Masaca, Venezuela
- Masco, Peru
- Masivaribeni, Kolumbija.
- Mawayana Para, Brazil. Danas govore karipskim jezikom Wai-Wai, izvorno su Arawaki
- Mayaimi
- Maxinéri
- Mehinacu (Mehinaku, Meináku), Brazil, Mato Grosso.
- Mitua, Kolumbija.
- Mojo (Moxo), Bolivija
  - Trinitario
  - Ignaciano
- Nomatsiguenga
- Onoto Venezuela
- Paiconeca, Bolivija
- Palikur (Palikur, Aukwayene), Brazil, Amapa;  Francuska Gvajana.
- Pangoa, Peru
- Paraujano (Añú), Venezuela, Zulia.
  - Toa, Venezuela
- Paressi (Paresi, Pareci, Ariti, Haliti), Brazil, Mato Grosso.
- Passé (Pasé),  Brazil, Amazonas.
- Paunaca, Bolivija
- Piapoco, Kolumbija; Amazonas, Venezuela
- Piro, Peru
  - Chontaquiro, Peru
- Quimbiri, Peru
- Quiniquinao (Kinikináo, Kinikinau, Quiniquináu), Bolivia; Paragvaj; Brazil, Mato Grosso do Sul.
- Quirinairi, Peru
- Resígaro
- Sae, Kolumbija.
- Sarave (jezik saraveka), Brazil, Mato Grosso; Bolivia ?,
- Shebaio Trinidad i Tobago
- Simirinch, Peru
- Subtaino, Kuba,
- Taino, Haiti, Dominikanska Republika, Portoriko
- Tairona, Kolumbija.
- Tampa, Peru
- Tariána (Tariano, Taliáseri),  Brazil, Amazonas
- Tayagua, Venezuela
- Tecua, Kolumbija.
- Teréno (Terena), Paragvaj; Brazil, Mato Grosso do Sul, Sao Paulo.
- Uainamari  (Wainamarí),  Brazil, Amazonas.
- Wainumá, (Uainuma, Wanumá), Brazil, Amazonas.
- Wapishana, Uapichana, Wapixana, Brazl, Roraima, Pará; Gvajana.
  - Amariba, Gvajana.
- Waraikú, Uaraicu, Uaraikú), Brazil, Amazonas
- Ugunichiri, Peru
- Uiriná,  Brazil, Amazonas.
- Unini, Peru,
- Waura (Uaura) Matoi Grosso.
- Xiriâna
- Yabaana, Jabaana Brazil, Amazonas, Roraima
- Yaguai, Venezuela
- Yavitero, Venezuela; Kolumbija ?,
- Yawalapiti, Jaulapiti, Yaulapití), Brazil, Mato Grosso.
- Yucuna (Yukuna),  Podgrupe: Jeruriwa, Jorumi, Imiké. Kolumbija
  - Matapi (Jupichiya ke), Kolumbija.
- Yumána, Jumana  Brazil, Amazonas.

Arawakan s rezervom (Sjeverna Amerika). -(*prema današnjim potomcima plemena Tequesta i Timucua, plemena označena (*) porijeklom su od Taino-Arawaka).
- Ais*, Florida
- Calusa*, Florida
  - Muspa
- Guacata*,
- Mayaimi*,
- Jeaga*,
- Tequesta*, Florida.
- Guanacahibe

Arawakan s rezervom (Južna Amerika)
- Chango,
- Chipaya,
- Uru.

Velika porodica Arawakan, Neklasificirani
- Cumeral Kolumbija
- Omejes
- Ponares Kolumbija
- Tomedes Kolumbija

## Arda
- Arda Peru

## Atacamenan
Čile. Izolirami, klasificirani i u Ataguitan i u →Veliku porodicu Macro-Chibchan (?)
- Atacameño

## Atalán(Tallanes)
Ekvador, Peru. → Andean
- Mantas,
- Puná, Ekvador,
- Tumbez

Caraque
- Caraque,
- Huancavilca

## Athapaskan
Kanada, Sjedinjene Države, Meksiko. Velika porodica Na-Déné
- Ahtena,
- Apache /Apači/. Plemena i bande: Chiricahua, Jicarilla, Kiowa Apache, Lipan (s Yxandi, Rio Colorado Indijanci, Limita), Mescalero (s Guhlkainde), Pinal, Pinaleño, Tonto, White Mountain
- Applegate (Dakubetede),
- Babine,
  - Nataotin (Natot’en, Babine Lake, Lake Babine).
- Bear Lake (Bearlake Indijanci, Satudene),
- Bear River Indijanci,
- Beaver  (Tsattine),
- Carrier (Dakelh),
  - Tauten (Tautin),
- Chasta Costa,
- Chetco,
- Chilcotin:
  - Tleskotin.- u selu Tlesko na Chilcotin Riveru
- Chilula,
- Chipewyan:
  - Thilanottine, na Lacrosse Lake i između Cold Lake i Fort Locha
- Chiricahua, /Dijelili su se na 3 glavne grane/
  - Pinaleño Nedni ili Nednhis, Southern Chiricahuas /Južni Čirikave/, u Sierra Madre u Meksiku.

Ostale bande: Alacranes
- Clatskanie,
- Coquille (Mishikhwutmetunne):Jezično obuhvaćaju: Upper Coquille, Upper Umpqua, Cow Creek, Kwatami, Chasta Costa, Chetco, Tolowa, Dakubetede (Applegate).
- Dogrib (Tlingchadinne):
  - Tseottine (Ttse-pottine, Canoe People), duž južne obale Velikog medvjeđeg jezera.
- Galice (Taltushtuntude),
- Gusladada, gornji Illinois River, Oregon. Srodni s Applegate i Galice.
- Han
- Hareskin (Hare, Kawchottine):
  - Satchotugottine, sjeverno od Velikog medvjeđeg jezera.
- Hupa,
- Ingalik (Kaiyu-khotana),
  - Holikachuk (Innoka-khotana, Tlegon-khotana)
- Jano,
- Jicarilla,
- Jocome,
- Kato:
  - Kato-Pomo
- Kiowa Apache (Gataka, Cataka, Semat),
- Kulchana
  - Vinasale.
- Koyukon,
- Kutchin:
  - Dihai-kutchin (Gens de Siffleur),
  - Kutcha-kutchin,
  - Nakotcho-kutchin,
  - Natsit-kutchin,
  - Takkuth-kutchin,
  - Tatlit-kutchin (Peel River, Fort McPherson People),
  - Tennuth-kutchin,
  - Tranjik-kutchin (Black River band, Cache River People, Chalkyitsik, Salmon Indians),
  - Vunta-kutchin (Crow Flats, Vanta Kootchin).
- Kwalhioqua:
  - Wela'pakote'li, na Willapa River.
- Lassik,
- Lipan:
  - Tucubante.
- Mattole (Van Duzen Indijanci),
- Mescalero,
- Mountain,
- Nabesna,
- Nahane:
  - Titshotina (Upper Liard, Ti-tsho-ti-na band, Tichotina, Titcotena), iznmeđu Cassiar Mountainsa i Liard i Dease Rivera, Britanska Kolumbija.
- Naltunnetunne,
- Navaho,
- Nongatl (Saiaz),
- Pinaleño,
- Sarsi,
- Sekani:
  - Yutuwichan.
- Sinkyone,
- Slavey (Etchareottine), 
  - Klodesseottine, na Hay Riveru.
- Stuwihamuk (Nicola):
  - Upper Nicola.
- Tahltan,
- Tanaina (Kenai, Knaia-khotana, Tnaina,
- Tanana,
- Toboso, 
  - Gocoyome
- Tolowa,
- Tsetsaut,
- Tsnungwe,
- Tutchone,
- Tututni:
  - Wishtenatin (Khwaishtunnetunne).
- Umpqua:
  - Nahankhuotana (Cow Creek).
- Wailaki:
  - Kekawaka (?)
    - Seetaalhtciichow-kaiyaah (Set'ahlchicho-kaiya)
- Whilkut,
- Yellowknife (Tatsanottine).
- Western Apache:
  - White Mountain.

## Attacapan
SAD, Louisiana, Texas. →Velika porodica Macro-Algonquian
- Akokisa,
- Atakapa. Attacapa,
- Bidai,
- Deadose,
- Opelousa,
- Patiri,
- Tlacopsel.

## Auaké(Arutani)
Venezuela.  → Macro-Tucanoan, →  Arutani-Sape
- Auaké (Auaque, Arutani)

## Auishiri
Peru, neklasificirani
- Auishiri (Awishira).

## Aymaran
Bolivija, Peru. → Andean, →Quechumaran
- Aymaraes (Aymara), Peru.
- Cabana-Condes, Peru.
- Canas, departman Cuzco, Río Tinta, Río Ayaviri, Peru. Kečuanizirani.
- Canchis, Valle del Vilcanota, Cuzco, Peru. Nestali.
- Canta,  Peru.
- Cara-caras, Bolivija.

## Aymore(Botocudo)
Brazil, Espirito Santo, Santa Catarina, Minas Gerais, Bahia. →phylum Ge-Pano-Carib, →Velika porodica Macro-Ge.ž
- Aranã
- Botocudo (Borun).
- Crecmum (Krekmún), Bahia
- Etwét (Ituêto) Minas Gerais
- Futi-krak
- Gueren (Gerén) Bahia
- Gut-Craque (Gutucrac) Minas Gerais
- Mekmek, Minas Gerais
- Mokuriñ
- Minyã Yirúgn (Minhagirun)
- Naknianuk (Nacnhanuc, Naknyanúk) Minas Gerais
- Nakrehê (Nakrehé, Naque Erehê) Minas Gerais, Espirito Santo.
- Naque-namu, Minas Gerais
- Naque-Nhepe, Minas Gerais
- Prajé (Pragé), Pernambuco.
- Takruk-krak (Takrukrak).

## Baenan
Brazil
- Baenã (Baenan). Bahia.

## Barbacoan(Barbacoan-Paezan)
Kolumbija; Ekvador. →Velika porodica Macro-Chibchan. 
- Cara,
- Cayapa,
- Kwaiker (Coaiquer),
- Colima,
- Colorado,
- Muellama,
- Nigua,
- Paniquita
- Pasto
- Patia (Indijanci),
- Sindagua.

## Beothukan
Kanada. Izolirani.
- Beothuk.†

## Boran
Kolumbija. →phylum Ge-Pano-Carib, →Velika porodica Macro-Cariban, porodica Bora-Huitotoan
- Bora
- Emejeite
- Miranha
- Muinane
- Nonuya

## Bororoan
Brazil. →phylum Ge-Pano-Carib, →Velika porodica Macro-Ge.
- Acioné, Mato Grosso.
- Aravirá, Mato Grosso.
- Biriune (Biriwoné),
- Boróro:
  - Orarimugudoge (Orari, Bororos Orientais, Orarimogodogue; Istočni Bororo), Mato Grosso.
- Umutina (Omotina, Umotina)Mato Grosso, Rio dos Bugres.
- Otuké, Bolivija, Santa Cruz; Brazil. †
  - Covareca (Kobareka, Kovareka),
  - Curuminaca (Kuruminaka),
  - Kurukaneka
  - Otuque
  - Coraveca (Korabeka, Koraveka),
  - Curave (Kurave)
  - Tapii.

## Kadojski
SAD
- Adai,
- Arikara,
- Caddo
  - Hasinai,
  - Kadohadacho,
  - Natchitoches,
- Eyeish,
- Kichai,
- Pawnee, Plemena ili konfederirane bande: 
  - Chaui ili Grand Pawnee.
- Tawakoni,
- Tawehash,
- Waco,
- Wichita,
- Yscani.

## Cahuapanan
Peru. →Velika porodica Andean
- Cahuapana

Jeberoan
- Ataguate,
- Chayahuita,
- Jebero (Chebero),
- Yamorai.

## Caingangan
Brazil. →phylum Ge-Pano-Carib, →Velika porodica Macro-Ge, porodica Ge-Caingangan
- Aweikoma (Chocren, Xokleng, Shokleng, Xakléng, Xokrẽ, Xokré) Santa Catarina, Brazil.
- Caingang Coroado
- Dorin,
- Taven. Parana, Brazil.
  - Cabelludo,
  - Guaiana,
  - Gualachí (Gualatxí), Parana, Santa Catarina, Brazil
  - Ivitorocai, Paraguay).
  - Tain
- Txiki (Chiqui),  Sao Paulo, Brazil.

## Calianan(Sape)
Venezuela. → Macro-Tucanoan, →  Arutani-Sape
- Kaliána (Sape)

## Camacanian
Brazil. →Phylum Ge-Pano-Carib, →Velika porodica Macro-Ge.
- Catethoi
- Kamakan
- Kotoxó (Cutacho)
- Massacara
- Menian
- Mongoyo

## Cañari
- Cañari

## Canichanan
Bolivija. → Macro-Tucanoan. 
- Canichana. El Beni.

## Capixana(Canoe)
Brazil
- Capixana (Kanoê, Kanoé,  Kapixaná), Rondonia.

## Carajan
Brazil. →Phylum Ge-Pano-Carib, →Velika porodica Macro-Ge.
- Carajá (Karajá), Mato Grosso, Tocantins, Para, Minas Gerais. Danas uglavnom na otoku Bananal.
- Javahé (Javaé), Tocantins.
- Xambioá (Chambioa, Karajá do Norte), Tocantins.